# Pukar
Pukar (Wołanie) – bollywoodzki dramat z 2000 roku, wyreżyserowany przez Rajkumara Santoshiego, autora Lajja, Halla Bol. W rolach głównych Anil Kapoor, Madhuri Dixit, Namrata Shirodkar, Danny Denzongpa i Om Puri. Film wysoko oceniony przez krytyków, średnio popularny wśród widzów. Otrzymał dwie bardzo ważne w Indiach nagrody National Film Awards, w tym Nagrodę Nargis Dutt za przyczynianie się do jedności Indii i Nagroda National Film dla Najlepszego Aktora (Anil Kapoor).

## Obsada
- Anil Kapoor – major Jaidev Rajvansh
- Madhuri Dixit – Anjali
- Namrata Shirodkar – Pooja Mallapa
- Rohini Hattangadi – p. Mallapa (Pooja’s Mother)
- Danny Denzongpa – Abrush
- Om Puri – Hussein
- Prabhu Deva – gościnnie w piosence Kay Sera Sera

## Muzyka i piosenki
Autorem muzyki jest sławny tamilski kompozytor filmowy A.R. Rahman, który skomponował też muzykę do takich filmów jak: Roja, Rangeela, Kisna, Swades, Yuva, Water, Rebeliant, Rang De Basanti, Guru, Dil Se, Nayak: The Real Hero, Saathiya, Lagaan, Taal, Zubeidaa, Ziemia, Tehzeeb, The Legend of Bhagat Singh, Bombay, Kannathil Muthamittal, Boys czy Dil Ne Jise Apna Kahaa. Teksty: Majrooh, Javed Akhtar
| Piosenkę               | śpiewa(ją)                              |
| ---------------------- | --------------------------------------- |
| Kay Sera Sera          | Shankar Mahadevan, Kavita Krishnamurthy |
| Sunta Hai Mera Khuda   | Udit Narayan, Kavita Krishnamurthy      |
| Humrahi Jab Ho Mastana | Hema Sardesai, Udit Narayan             |
| Hai Jaana – 1          | Sujatha                                 |
| Hai Jaana – 2          | Sujatha                                 |
| Kismet Se Tum          | Anuradha Paudwal, Sonu Nigam            |
| Ek Tu Hi Bharosa       | Lata Mangeshkar                         |

## Nagrody
Pukar otrzymał wiele nagród i nominacji w tym najważniejsze National Film Award dla Najlepszego Aktora dla Anila Kapoora.
| Nominacje: - Nagroda Filmfare dla Najlepszego Aktora – Anil Kapoor - Nagroda Filmfare dla Najlepszej Aktorki – Madhuri Dixit Nominacje: - Nagroda IIFA dla Najlepszego Aktora – Anil Kapoor - Nagroda IIFA dla Najlepszej Aktorki – Madhuri Dixit - Nagroda IIFA dla Najlepszej Aktorki Drugoplanowej – Namrata Shirodkar | Nominacje: - Nagroda Star Screen dla Najlepszego Aktora – Anil Kapoor - Nagroda Star Screen dla Najlepszej Aktorki – Madhuri Dixit - Nagroda Star Screen dla Najlepszego Aktora Komediowego – Rohini Hattangadi - Nagroda Star Screen za Najlepszy Playback Kobiecy – Kavita Krishnamurthy w „Kay Sera Sera” - Star Screen Nagroda za Najlepszą Choreografię – Prabhu Deva do piosenki „Kay Sera Sera” - National Film Award dla Najlepszego Aktora – Anil Kapoor - Nagroda Nargis Dutt dla filmu przyczyniającego się do jedności Indii – Rajkumar Santoshi |